# Мубарекска зона
Мубарекска зона (на руски: Мубарекская зона, на кримскотатарски: Mubarek zonası) е неуспешно предложение на правителството на Съветския съюз, пропагандирано през 1970-те и 1980-те години към изгнаните кримски татари (наричани от правителството „хора с татарска националност, живели по-рано в Крим“), разпръснати из плодородната Ферганска котловина (разположена главно в Узбекската ССР).
Целта на предложениего е да тласне разселените там кримски татари да се преместят в предимно неиндустриализирания град Мубарек в Кашкадаринска област на Узбекската ССР, с цел да им помогнат да индустриализират района, да „пуснат корени“ в Узбекистан и да не се завръщат в Крим, като предотратят евентуално тяхно желание да възстановят закритата преди това Кримска АССР.
Малък брой кримски татари подкрепят този план, докато за по-голямата част от тях това е план за по-нататъшното им асимилиране в Узбекистан, превръщането им в „мубарекски татари“, задържането им извън Крим, възпрепятстване на възстановяването на Кримската АССР и изкуственото пресъздаване на „обещана земя“ толкова далеч.
В крайна планът е прекратен, когато става ясно, че малко кримски татари се преместват в Мубарек, но къщо изпитват силно желание да се върнат в Крим въпреки силното насърчение за „пускане на корени“ в Централна Азия, което организаторите на проекта определят като проект за „роден дом“ и омаловажават връзките на кримските татари с Крим.
Преди това организаторите се опитват да решат „проблема с кримските татари“, като предлагат изгнаните от родината им кримски татари да се преместят в Татарската автономна ССР и да се съберат с волжките татари въпреки огромните езикови различия и ярко различен произход между тези народи.